# Galmyg
Galmyg (Cecidomyiidae) er en familie af myg. Der findes omkring 5000 arter af galmyg over hele verden. Den danske galmygfauna er ikke godt undersøgt, og der findes angivelser af antal arter i Danmark fra ca. 300 til ca. 600

## Udseende
Galmyg er hvide, bleggule, grønne eller brune. De bliver 1-8 mm lange, men er oftest under 4 mm. Galmyg er spinkle med lange, tynde ben. Galmyg har hårede vinger, lange antenner, og højst fire ribber på vingerne nær vingekanten. Hunnerne har tit et langt læggerør til at placere deres æg i deres værtsplanter.

## Levevis
De fleste galmyg lægger deres æg i planter som danner galler hvori larverne udvikles. Andre arter lægger æg i rådnende materiale, fugtig jord eller planter. Disse arters larver æder mider, plantemateriale eller svampe. Mange arter gør skade på dyrkede planter.
Mange galmygarter er knyttet til en eller flere nærtstående plantearter hvor de danner karakteristiske galler. Ofte er gallens udseende og værtsplanten nok til en sikker artsbestemmelse.
Larven af bladlusgalmyg (Aphidoletes aphidimyza) spiser bladlus og bruges i havebrug til biologisk bekæmpelse af bladlus.

## Billeder
- En galmyg lægger æg på et græsstrå
- Hessisk galmyg (Mayetiola destructor)
- Skade på blomkålsplante forårsaget af krusesygegalmyg (Contarinia nasturtii)
- Galler af bøgegalmyg (Mikiola fagi )
- Galler af Harmandia loevi